# Ilusão monetária
Em economia, ilusão monetária ou ilusão de preços, é a tendência das pessoas a pensar em moeda em termos nominais, em vez de reais. Em outras palavras, o valor numérico / nominal (valor nominal) do dinheiro é confundido com seu poder de compra (valor real) em um ponto anterior no nível geral de preços (no passado). Isso é falso, já que as moedas fiduciárias modernas não têm valor intrínseco e seu valor real é derivado de todos os sistemas de valores subjacentes em uma economia, por exemplo, bom governo, boa economia, boa educação, bom sistema legal, defesa sonora etc. neste valor real ao longo do tempo é indicado pela mudança no Índice de Preços ao Consumidor ao longo do tempo.
O termo foi cunhado por Irving Fisher em Stabilizing the Dollar. Ele foi popularizado por John Maynard Keynes, no início do século xx, e Irving Fisher escreveu um importante livro sobre o assunto, A Ilusão do Dinheiro (The Money Illusion), em 1928. A existência da ilusão monetária é contestada por economistas monetários, que afirmam que as pessoas agem racionalmente (i.e. pensar em preços reais) com relação à sua riqueza. Eldar Shafir, Peter A. Diamond, e Amos Tversky (1997) têm fornecido evidências empíricas para a existência do efeito e demonstraram afetar o comportamento em uma variedade de situações experimentais e do mundo real.
Shafir et al. também afirmam que a ilusão monetária influencia o comportamento econômico de três maneiras principais:
- Viscosidade dos preço. A Ilusão monetária têm sido sugerido como uma razão para que os preços nominais são lentos para mudar, mesmo onde a inflação tem causado aumentos reais de preços ou de custos.
- Contratos e leis não são indexados à inflação frequentemente, como seria de esperar racionalmente.
- O discurso social, no ensino formal da mídia e de forma mais geral, reflete uma certa confusão sobre o valor real e o valor nominal.

A ilusão monetária também pode influenciar a percepção das pessoas sobre os resultados. Experimentos mostraram que as pessoas geralmente percebem um corte aproximado de 2% na renda nominal sem nenhuma mudança no valor monetário como injusto, mas vêem um aumento de 2% na renda nominal onde há inflação de 4% como justa, apesar deles serem equivalentes quase racionais. Este resultado é consistente com a "teoria da aversão à perda miópica". Além disso, a ilusão monetária significa que mudanças nominais no preço podem influenciar a demanda, mesmo que os preços reais permaneçam constantes.

## Explicações e implicações
Explicações da ilusão monetária geralmente descrevem o fenômeno em termos de heurística. Os preços nominais fornecem uma regra prática conveniente para determinar o valor, e os preços reais são calculados somente se parecerem altamente salientes (por exemplo, em períodos de hiperinflação ou em contratos de longo prazo).
Alguns sugeriram que a ilusão monetária implica que a relação negativa entre inflação e desemprego descrita pela curva de Phillips possa se sustentar, ao contrário de teorias macroeconômicas mais recentes, como a "curva de Phillips aumentada por expectativas". Se os trabalhadores usam seu salário nominal como um ponto de referência ao avaliar as ofertas de salários, as empresas podem manter os salários reais relativamente mais baixos em um período de alta inflação, pois os trabalhadores aceitam o aumento aparentemente alto do salário nominal. Esses salários reais mais baixos permitiriam que as empresas contratassem mais trabalhadores em períodos de alta inflação.
Acredita-se que a ilusão monetária seja instrumental na versão de Milton Friedman da curva de Phillips. Na verdade, a ilusão monetária não é suficiente para explicar o mecanismo subjacente a essa curva de Phillips. Requer duas suposições adicionais. Primeiro, os preços respondem de maneira diferente às condições de demanda modificadas: um aumento na demanda agregada exerce sua influência sobre os preços das commodities mais cedo do que nos preços do mercado de trabalho. Portanto, a queda do desemprego é, afinal, o resultado da diminuição dos salários reais e um julgamento preciso da situação pelos funcionários é a única razão para o retorno a uma taxa de desemprego inicial (ou seja, o fim da ilusão monetária). , quando eles finalmente reconhecem a dinâmica real dos preços e salários). O outro pressuposto (arbitrário) refere-se a uma assimetria informacional especial: o que os empregados desconhecem em relação às mudanças nos salários (reais e nominais) e nos preços pode ser claramente observado pelos empregadores. A nova versão clássica da curva de Phillips tinha como objetivo remover as presunções adicionais intrigantes, mas seu mecanismo ainda requer uma ilusão monetária.

## Leitura complementar
- Fehr, Ernst; Tyran, Jean-Robert (2001), «Does Money Illusion Matter?», American Economic Review, 91 (5): 1239–1262, doi:10.1257/aer.91.5.1239
- Howitt, P. (1987), «money illusion», The New Palgrave: A Dictionary of Economics, ISBN 0-333-37235-2, 3, London: Macmillan, pp. 518–519)
- Weber, Bernd; Rangel, Antonio; Wibral, Matthias; Falk, Armin (2009), «The medial prefrontal cortex exhibits money illusion», PNAS, 106 (13): 5025–5028, PMC 2664018, PMID 19307555, doi:10.1073/pnas.0901490106
- Akerlof, George A.; Shiller, Robert J. (2009), Animal Spirits, Princeton University Press, pp. 41–50
- Thaler, Richard H.(1997) "Irving Fisher: Moderna, Economista Comportamental" na American Economic Review , Vol 87, Nº 2, Papéis e Processos de Cento e Quarta Reunião Anual da American Economic Association (Maio, 1997)
- Huw Dixon (2008), Novos Keynesianos Economia, New Palgrave Dictionary of Economics Novos Keynesianos macroeconomia.